# San Rafael Mountains
San Rafael Mountains – pasmo górskie w Ameryce Północnej, na obszarze Stanów Zjednoczonych w Kalifornii, w centralnej części Hrabstwa Santa Barbara. Góry rozdzielają zlewnie rzek Santa Ynez i Santa Maria. Pasmo jest częścią grupy pasm górskich Transverse Ranges.
Większość gór znajduje się w granicach parku Los Padres National Forest, a jego północne stoki sięgają do pobliskiego obszaru chronionego San Rafael Wilderness.

## Szczyty
- Big Pine Mountain 2079 m
- San Rafael Mountain[3] 2010 m
- Madulce Peak 1993 m
- McKinley Mountain[4] 1896 m
- Monte Arido  1833 m
- Ortega Peak 1785 m
- Figueroa Mountain 1382 m